# 獻給你的徽章
《獻給你的徽章》（日語：君に捧げるエンブレム）是2017年1月3日21時至23時30分（JST）在富士電視台播出的日本新年戲劇特輯。由櫻井翔主演。
因事故而喪失了雙腳功能的前J聯盟主人公，成為輪椅籃球運動員並瞄準帕拉林匹克運動會日本國家代表隊的故事。該劇是以真實選手京谷和幸為原型。
此外，這部作品是自1997年播出《為了我就是我》以來已經進行了20年的“新年戲劇特輯”的最後一部作品。

## 登場人物

### 主要人物
- 鷹匠和也：櫻井翔（香港配音：張裕東）
- 仲川未希：長澤正美（香港配音：林元春）

### Wings
- 向井大隼：市原隼人（香港配音：李鎮然）
- 鶴田仁志：田中哲司（香港配音：潘文柏）

### 仲川家
- 仲川明生：小林薰（香港配音：朱子聰）

### 鷹匠家
- 鷹匠和歌：倍賞美津子（香港配音：袁淑珍）

### 其他
- 向井史子：かたせ梨乃（香港配音：陸惠玲）
- 神村鍊：安藤政信（香港配音：麥皓豐）
- 福本廣太郎：香川照之（香港配音：李錦綸）

## 外部連結
- 君に捧げるエンブレム - フジテレビ

1. ↑  . 日本車椅子バスケットボール連盟. 2017-01-03  [2017-11-28]. （原始内容存档于2018-08-15）.
2. ↑  須永貴子. . Real Sound映画部. 2017-01-01  [2017-11-28]. （原始内容存档于2021-01-19）.
3. ↑  . ORICON NEWS. 2016-09-08  [2017-11-28]. （原始内容存档于2019-11-29）.